# Záboří (Proseč)
Záboří je část města Proseč v okrese Chrudim. Nachází se na jihu Proseče. Prochází zde silnice II/357. V roce 2015 zde bylo evidováno 204 adres. V roce 2001 zde trvale žilo 427 obyvatel.
Záboří leží v katastrálním území Záboří u Proseče o rozloze 2,91 km2. V katastrálním území Záboří u Proseče leží i Proseč.

## Sklářská huť
V době třicetileté války tu pracovala sklářská huť. Roku 1651 je na ní připomínán skelmistr Jiří Preisler.